# Cruciata pedemontana
Cruciata pedemontana là một loài thực vật có hoa trong họ Thiến thảo. Loài này được (Bellardi) Ehrend. mô tả khoa học đầu tiên năm 1958.

## Hình ảnh

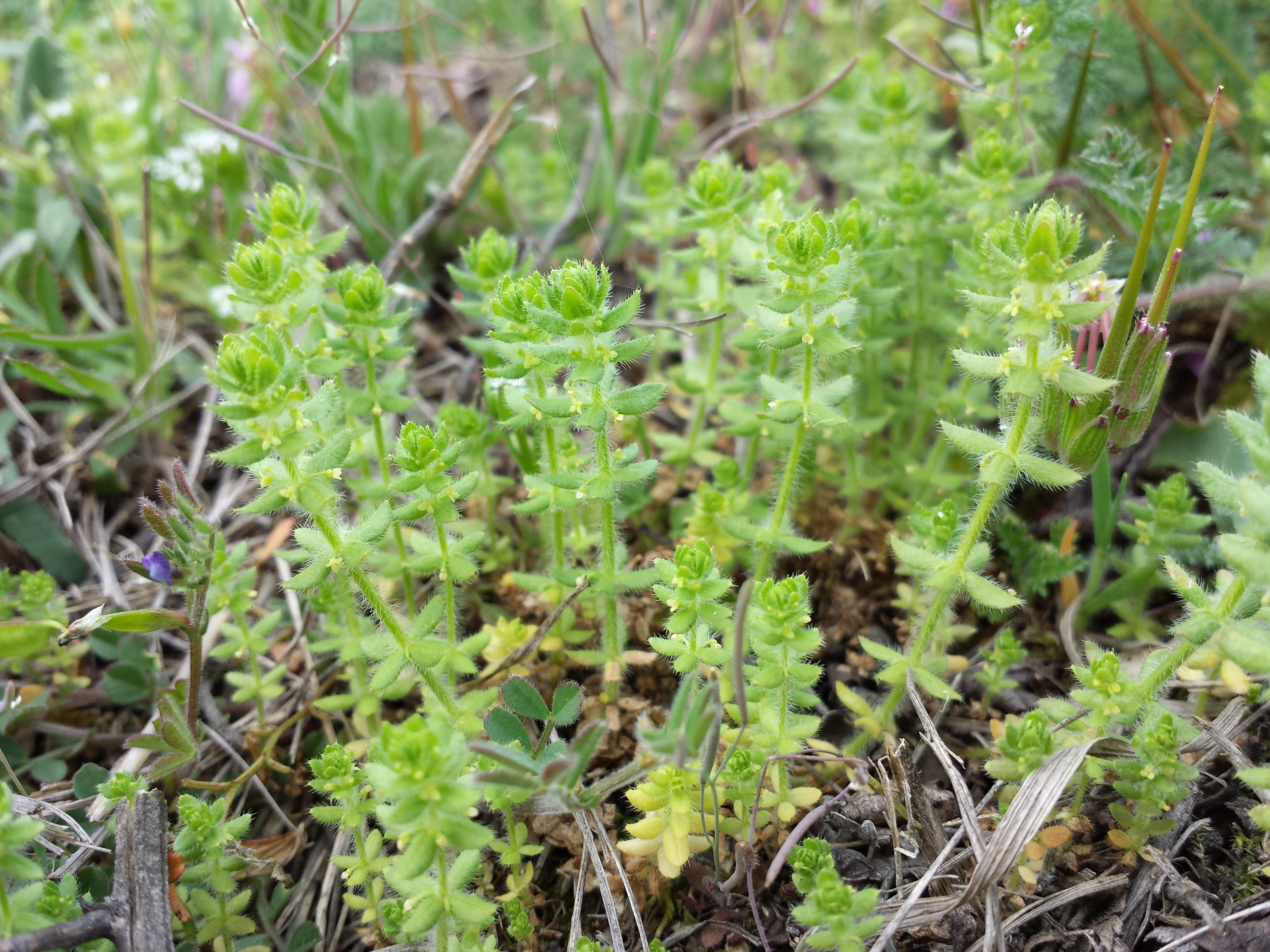
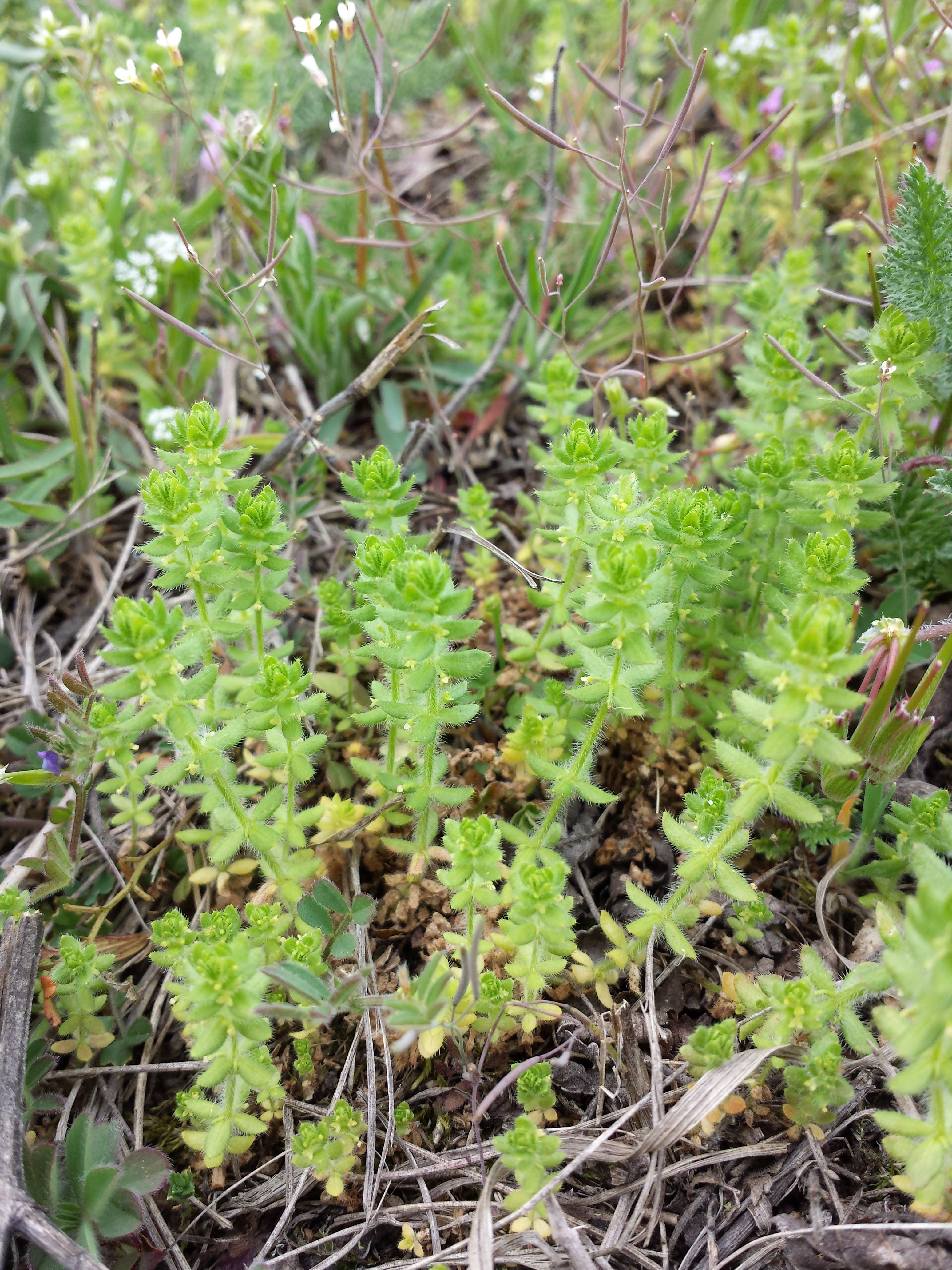
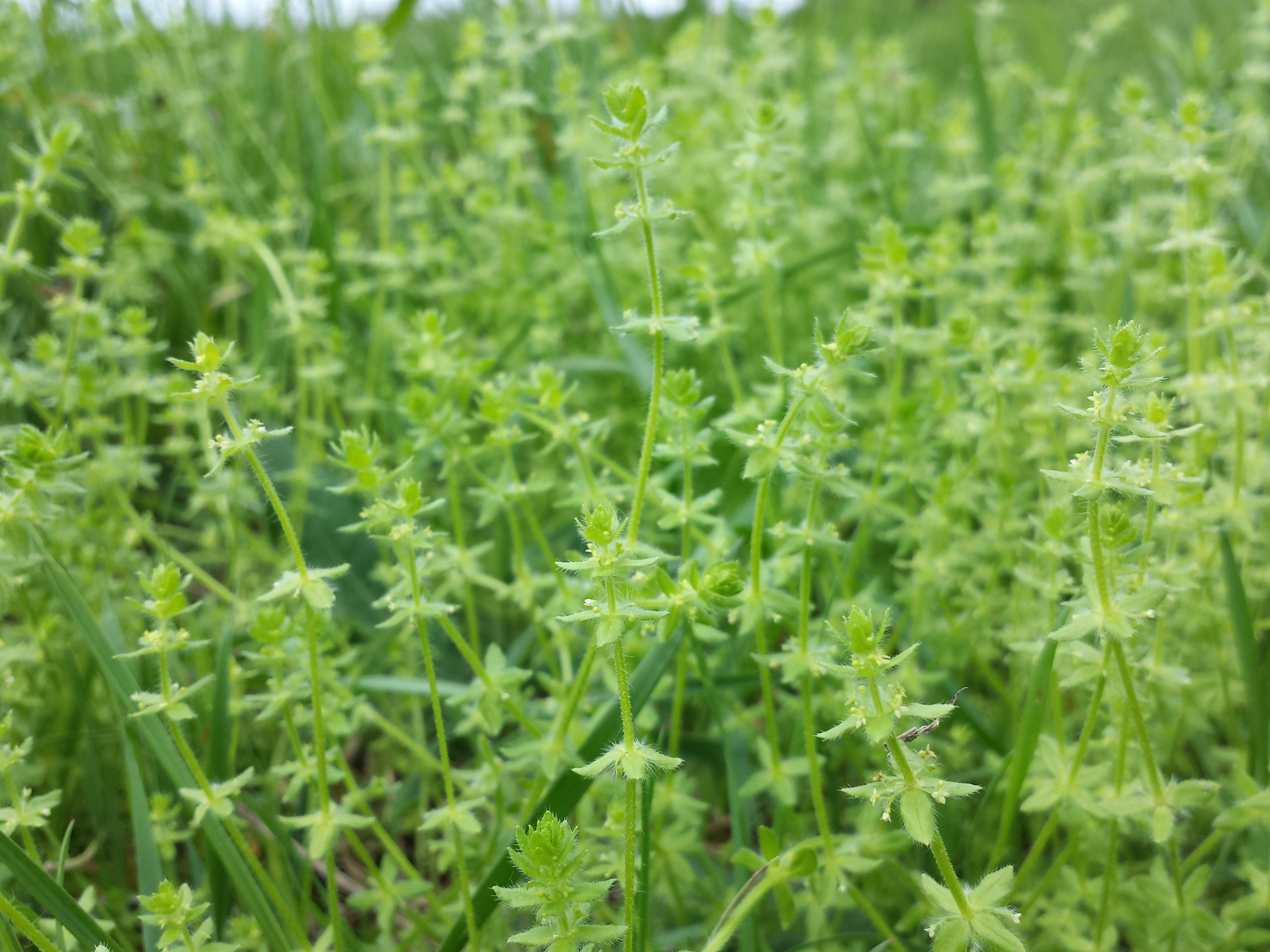
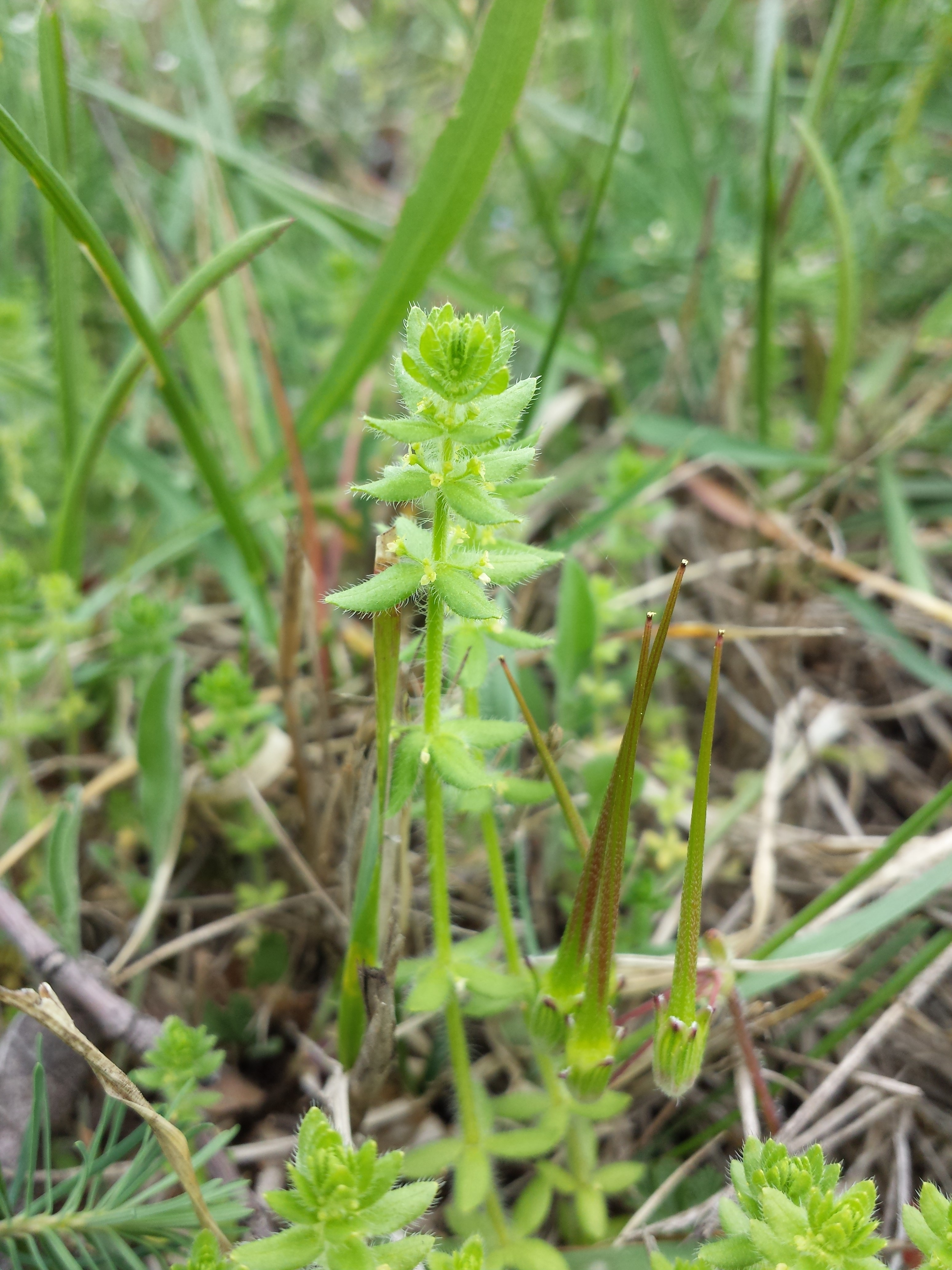